# Sept contre la mort
Pour plus de détails, voir Fiche technique et Distribution.
Sept contre la mort (Sette contro la morte) est un film ouest-germano-italien coréalisé par Paolo Bianchini et Edgar George Ulmer et sorti en 1964.
C'est une adaptation du roman américain Le Cri de la victoire (Battle Cry) de Leon Uris paru en 1954.

## Synopsis
Pendant la Seconde Guerre mondiale, sept personnes issues de milieux différents sont piégées dans une grotte servant d'entrepôt. Malgré leurs différences et leurs contrastes, ils doivent vivre ensemble et unir leurs forces pour trouver une issue à l'air libre.

## Fiche technique
- Titre français : Sept contre la mort[1]
- Titre original italien : Sette contro la morte[2] ou I partigiani
- Titre allemand : Neunzig Nächte und ein Tag[3] ou Helden - Himmel und Hölle
- Réalisation : Paolo Bianchini et Edgar George Ulmer
- Scénario : Jack Davies, Michael Pertwee, Alberto Bevilacqua d'après Le Cri de la victoire (Battle Cry) de Leon Uris paru en 1954[1].
- Photographie : Gábor Pogány
- Montage : Renato Cinquini (it)
- Musique : Carlo Rustichelli
- Effets spéciaux : Joseph Nathanson
- Maquillage : Santoli
- Sociétés de production : Cine Doris (Rome) • Ernst Neubach Filmproduktion GmbH (Munich)
- Pays de production :  Italie •  Allemagne de l'Ouest
- Langue originale : anglais
- Format : Noir et blanc - 1,85:1 - Son mono - 35 mm
- Durée : 102 minutes (1 h 42)
- Genre : Drame de guerre[1]
- Dates de sortie :
  - Allemagne de l'Ouest : 26 juin 1964
  - Italie : 31 décembre 1964
  - France : 24 août 1966[1]

## Distribution
- Rosanna Schiaffino : Anna
- John Saxon : Joe Cramer
- Brian Aherne : Général Braithwaite
- Larry Hagman : Capitaine Wilson
- Peter Marshall (en) : Lieutenant Peter Carter
- Nino Castelnuovo : Mario Scognamiglio
- Hans von Borsody : Premier-lieutenant Hans Beck
- Joachim Hansen : Le sergent allemand
- Alfredo Varelli
- Renato Terra
- Bobby Bare : voix (chanson du générique d'ouverture)

## Production
Le tournage a commencé dans la grotte de Postojna en Slovénie, mais a été contraint de se déplacer à Trieste, en Italie, où une grotte artificielle a été construite.